# North Dorset
North Dorset var mellan 1974 och 2019 ett distrikt i Storbritannien.. Det låg i grevskapet Dorset och riksdelen England, i den södra delen av landet, 160 km väster om huvudstaden London. Huvudort var Blandford Forum. Distriktet hade 68 583 invånare (2011).
Den 1 april 2019 blev det en del av den nya enhetskommunen Dorset.